# Außenministerium Osttimors

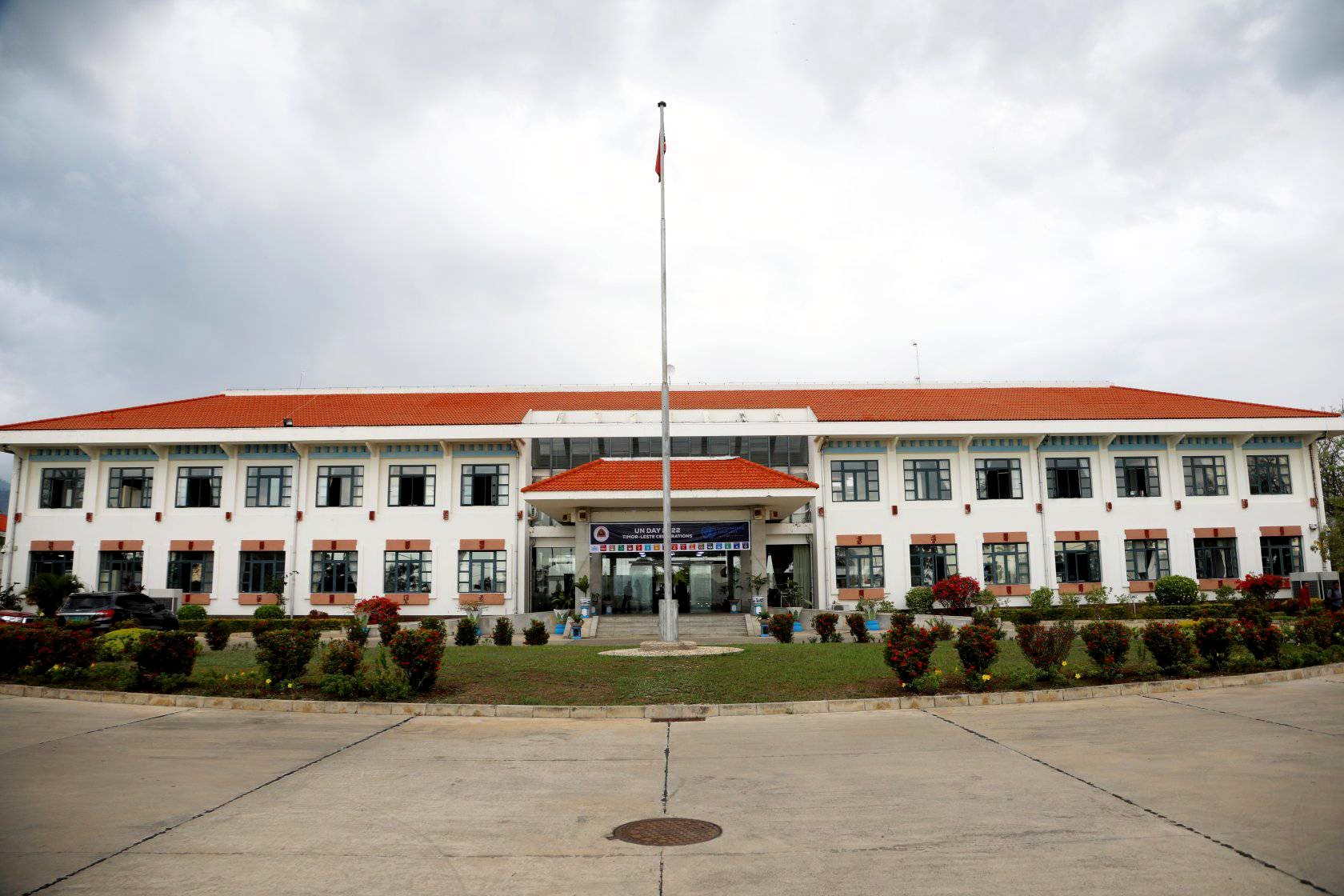
Das Außenministerium Osttimors (2022)

Das Außenministerium Osttimors (offiziell: Ministerium für äußere Angelegenheiten und Kooperation; tetum Ministériu Negósius Estranjeirus no Kooperasaun; portugiesisch Ministério dos Negócios Estrangeiros e Cooperação, kurz: MNEC) ist die osttimoresische Regierungsbehörde für die Beziehungen mit dem Ausland. Die Leitung obliegt dem Außenminister des Landes.

## Lage

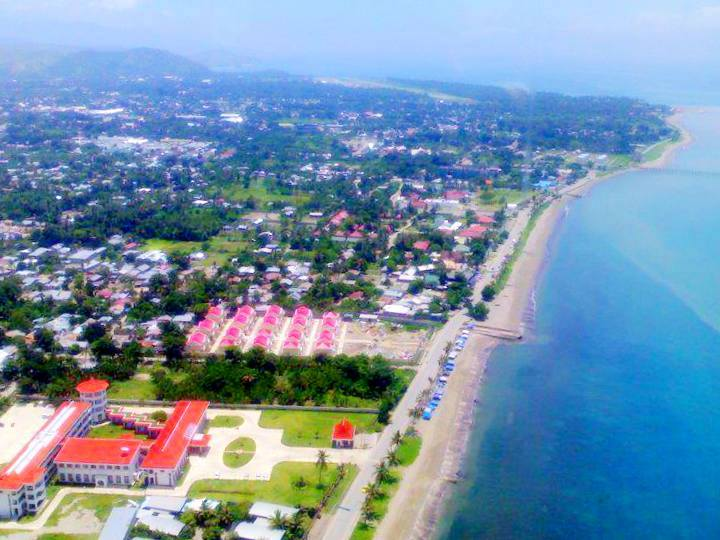
Das Außenministerium am unteren Rand eines Luftbildes

Zwischen 1975 und 2000 bestand aufgrund der indonesischen Besatzung nur eine Exilregierung. Nach Abzug der Indonesier war das Außenministerium im Erdgeschoss des Regierungspalastes untergebracht, bis die Volksrepublik China für Osttimor das neue Gebäude errichtete. Es befindet sich an der Avenida de Portugal im Stadtteil Fatuhada der Landeshauptstadt Dili.

## Aufgaben

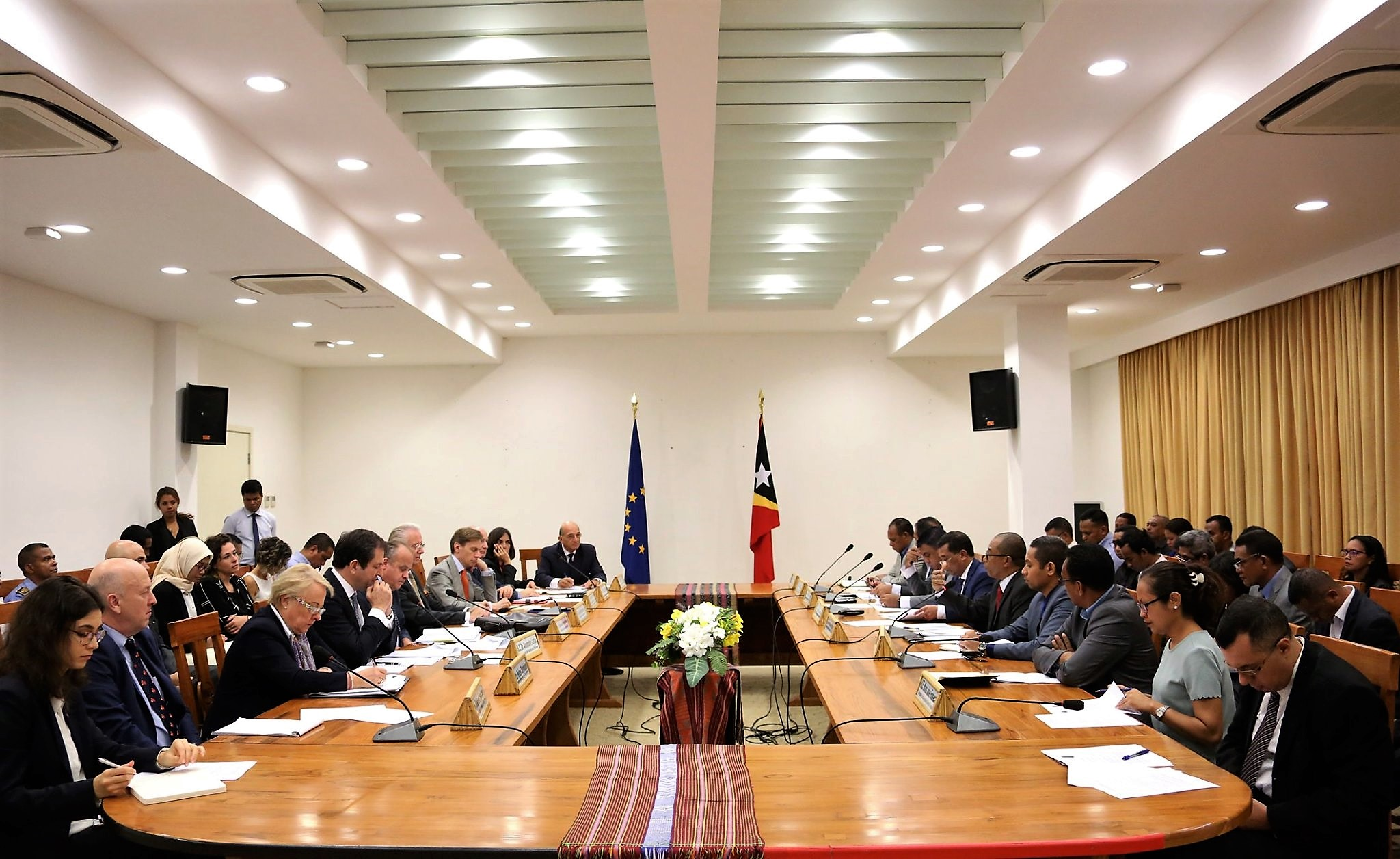
Eine europäische Delegation zu Besuch im Außenministerium

Das Außenministerium ist für die Konzeption, Umsetzung, Koordinierung und Bewertung der vom Ministerrat festgelegten und genehmigten Politik in den Bereichen Außenpolitik Osttimors und internationale Zusammenarbeit, konsularische Funktionen sowie die Förderung und Verteidigung der Interessen osttimoresischer Bürger in Übersee. Dazu gehören Planung, Vorschlag und Umsetzung der Außenpolitik und die Sicherstellung ihrer Einheit und Kohärenz, Gesetzgebungs- und Regulierungsprojekte in seinen Verantwortungsbereichen vorzubereiten, den Abschluss internationaler Verträge und Abkommen gemäß den Prioritäten der Außenpolitik Osttimors zu verhandeln und Vorschläge zu erstellen, ohne dabei die Kompetenzen anderer Organe in Bezug auf die Grenzziehung zu verletzen, die Interessen Osttimors im Ausland zu fördern und den Schutz der osttimoresischen Bürger im Ausland zu gewährleisten, die Sicherstellung der Vertretung Osttimors in anderen Staaten und internationalen Organisationen und die Verwaltung des Netzwerks von Botschaften, Missionen, ständigen und vorübergehenden Vertretungen und konsularischen Vertretungen gemäß den außenpolitischen Prioritäten, die Vorbereitung, Planung und Durchführung des Beitritts Osttimors zu den ASEAN und die Vertretung Osttimors bei den Sitzungen und Aktivitäten der ASEAN sicherzustellen, die Teilnahme Osttimors an der Gemeinschaft der portugiesischsprachigen Länder (CPLP) zu koordinieren und die Vertretung des Landes bei seinen Sitzungen und Aktivitäten sicherzustellen, die Zentralisierung und Koordinierung der Beziehungen öffentlicher Stellen zu diplomatischen oder konsularischen Vertretungen, internationalen Organisationen und Vertretern akkreditierter Kooperationsdienste in Osttimor, in Abstimmung mit dem Finanzministerium und anderen relevanten staatlichen Institutionen eine Politik der internationalen Zusammenarbeit vorzuschlagen und umzusetzen, zusammen mit dem Finanzministerium und anderen relevanten Regierungsabteilungen die Beziehungen Osttimors zu den Entwicklungspartnern zu koordinieren, die ihm übertragenen Aufgaben in wirtschaftsdiplomatischen Angelegenheiten wahrzunehmen, die Funktionen des Nationalen Autorisierungsbeauftragten auszuüben, Mechanismen für die Zusammenarbeit mit im Land eingerichteten Auslandsmissionen einzurichten und Mechanismen der Zusammenarbeit und Koordinierung mit anderen Regierungsstellen mit der Führung über verwandte Tätigkeitsbereiche einzurichten.
Kraft Amtes ist der Außenminister Mitglied des Konsellu Superior Defeza no Seguransa (KSDS).

## Untergeordnete Behörden
Dem Außenministerium unterstehen die Agência de Cooperação de Timor-Leste ACTL (Ajénsia Kooperasaun Timor-Leste), das Institut für diplomatische Studien (Instituto de Estudos Diplomáticos, Institutu Estudu Diplomátiku) und die Unidade de Missão para o Desenvolvimento Regional Integrado TIA (Unidade Misaun ba Dezenvolvimentu Rejionál Integradu).

## Staatssekretäre
Im Kabinett der V. Regierung wurde dem Außenministerium ein Staatssekretär für die Beziehungen mit den ASEAN unterstellt. Er sollte die Vorbereitung des Beitritts Osttimors zur ASEAN planen und diese durchführen sowie die Vertretung des Landes bei Sitzungen und Aktivitäten der ASEAN sicherzustellen.